# Cobalt(II) amide
Cobalt(II) amide là một hợp chất hóa học vô cơ có công thức Co(NH2)2. Hợp chất này tồn tại dưới trạng thái là các tinh thể màu dương sáng, phản ứng với nước.

## Điều chế
Cobalt(II) amide có thể được điều chế bằng cách cho cobalt(II) thiocyanat (hoặc hợp chất Co(II) bất kì) cho tác dụng với kali amide trong dung dịch amonia.

## Tính chất

### Hóa học
Vì cobalt(II) amide có tính phản ứng cao nên tính chất của muối này (cũng như các muối amide khác) không như các muối thông thường.

### Tác dụng với nước
Giống như nhiều muối amide khác, cobalt(II) amide dễ phản ứng với nước tạo ra cobalt(II) hydroxide và amonia:
Co(NH2)2 + 2H2O → Co(OH)2 + 2NH3↑

### Bị phân hủy
Cobalt(II) amide dễ bị phân hủy ở 120 °C (248 °F; 393 K) tạo ra cobalt(II) nitrit màu đen:
3Co(NH2)2 → Co3N2 + 4NH3↑

## An toàn
Cobalt(II) amide có tính phản ứng cao, đặc biệt là với nước; do đó, cần bảo quản và sử dụng hợp chất trong môi trường không khí không có hoặc ít hơi nước nhất có thể.